# M13 (Bär)
M13 (* 2009 im Trentino; † 19. Februar 2013 im Kanton Graubünden) war ein mit Peilsender ausgestatteter, aus dem Trentino (Italien) stammender Braunbär, der sich seit 2010 im Alpenraum in Italien, in Österreich und in der Schweiz aufhielt. M13 war der sechste oder siebte in die Schweiz eingewanderte Bär.

## Leben

### Geschwister
M13 hatte zwei Wurfgeschwister, M12 und M14, die im Jahr 2012 bei Verkehrsunfällen ums Leben gekommen waren. M12 wurde auf  einer Schnellstraße zwischen Meran und Bozen in Italien überfahren, M14 starb bei einem Unfall auf der Brennerstraße, nahe der italienischen Stadt Klausen.

### Einwanderung in die Schweiz
Im April 2012 kam der Braunbär aus Südtirol ins Unterengadin und wurde gleich von Wildhütern eingefangen und als „auffälliger Bär“ mit einem Senderhalsband versehen. Im Mai 2012 wurde M13 von einem Zug erfasst, überlebte den Unfall aber.
Im April 2012 hatte der Bär erstmals ein größeres Medienecho hervorgerufen, nachdem er nahe Spiss einen Baum umgestoßen hatte, der auf einen Strommast fiel, wodurch es zu einem Brand kam. Bei der daraufhin gestarteten Suche nach M13 fand die Polizei eine Leiche. M13 wurde daraufhin in Medienberichten auch als „Inspektor Bär“ bezeichnet. Bei dem Toten handelte es sich um einen aus Südtirol stammenden Friedrichshafener, der mit einem stumpfen Gegenstand erschlagen worden war. Zudem wurde in seinem Blut Gift nachgewiesen.

### Einstufung zum Risikobären
Nachdem er sich in Nähe von Siedlungen begab, wurde er im November 2012 gemäß dem Konzept Bär Schweiz als Problembär, im Februar 2013 zum Risikobären eingestuft und somit zum Abschuss freigegeben. Am 19. Februar 2013 wurde er im Schweizer Kanton Graubünden erschossen. Grund war dabei unter anderem, dass die systematischen Vergrämungsaktionen nichts nützten.

### Kritik am Abschuss
Der Entscheid für den Abschuss wird u. a. vom WWF kritisiert. Der Abschuss sei unnötig gewesen, der Entscheid zu früh gefällt worden. Im Gegensatz zu JJ3, der tatsächlich ein Problembär gewesen sei, habe M13 weitgehend natürliches Verhalten gezeigt. Philip Gehri, Sprecher des WWF erklärte: „Für uns ist der Abschuss unnötig[.] […] Gerade bei einem jungen Männchen ist dieses Verhalten zur jetzigen Jahreszeit weitgehend erklärbar. […] M13 war nie aggressiv. […] Man hätte M13 eindeutig eine Chance geben sollen.“

## Präparat von M13
Die Überreste von M13 kamen zuerst ins Bündner Naturmuseum in Chur. Das Präparat von M13 ist seit 2016 im Museo Poschiavino ausgestellt.

## Artgenossen
Andere Bären werden vermutlich den Spuren von M12, M13 und M14 folgen, denn die Population im Trentino wächst stetig und wird auf rund 100 erwachsene Braunbären geschätzt (Stand: 2024). Die Tiere stammen aus dem Wiederansiedlungsprojekt „Life Ursus“ im Naturpark Adamello-Brenta.